# Novi Mihaljevci
Novi Mihaljevci (1900-ig Mihaljevci Njemački) falu Horvátországban, Pozsega-Szlavónia megyében. Közigazgatásilag Pozsegához tartozik.

## Fekvése
Pozsegától 7 km-re északra, a Pozsegai-medencében, Trenkfalva és Mihaljevci között fekszik. 

## Története
1763-ban keletkezett Mihaljevci északi határában Svábföldről érkezett németajkú lakosság betelepítésével. 1769-ben 51 lakosa volt.
Az első katonai felmérés térképén „Dorf Mihalievczi” néven látható. Lipszky János 1808-ban Budán kiadott repertóriumában „Mihalievczi (Novi), ill. Német-Mihályocz” néven szerepel. Nagy Lajos 1829-ben kiadott művében „Mihalyevczi (Svevicum v. Mihalyócz Németh)” néven 19 házzal, 100 katolikus és 41 ortodox vallású lakossal találjuk.
1857-ben 109, 1910-ben 187 lakosa volt. 1910-ben a népszámlálás adatai szerint lakosságának 92%-a horvát, 4%-a német anyanyelvű volt. Pozsega vármegye Pozsegai járásának része volt. Az első világháború után 1918-ban az új szerb-horvát-szlovén állam, majd később (1929-ben) Jugoszlávia része lett. 1991-ben lakosságának 83%-a horvát, 13%-a szerb nemzetiségű volt. A településnek 2001-ben 291 lakosa volt.

## Lakossága
| Lakosság változása | Lakosság változása | Lakosság változása | Lakosság változása | Lakosság változása | Lakosság változása | Lakosság változása | Lakosság változása | Lakosság változása | Lakosság változása | Lakosság változása | Lakosság változása | Lakosság változása | Lakosság változása | Lakosság változása | Lakosság változása |
| ------------------ | ------------------ | ------------------ | ------------------ | ------------------ | ------------------ | ------------------ | ------------------ | ------------------ | ------------------ | ------------------ | ------------------ | ------------------ | ------------------ | ------------------ | ------------------ |
| 1857               | 1869               | 1880               | 1890               | 1900               | 1910               | 1921               | 1931               | 1948               | 1953               | 1961               | 1971               | 1981               | 1991               | 2001               | 2011               |
| 109                | 115                | 105                | 119                | 174                | 187                | 181                | 193                | 211                | 236                | 274                | 364                | 317                | 341                | 331                | 291                |